# Jorethang
Jorethang è una città dell'India di 2.968 abitanti, situata nel distretto del Sikkim Meridionale, nello stato federato del Sikkim. In base al numero di abitanti la città rientra nella classe VI (meno di 5.000 persone).

## Geografia fisica
La città è situata a 27° 08' 60 N e 88° 19' 03 E

## Società

### Evoluzione demografica
Al censimento del 2001 la popolazione di Jorethang assommava a 2.968 persone, delle quali 1.571 maschi e 1.397 femmine. I bambini di età inferiore o uguale ai sei anni assommavano a 289, dei quali 160 maschi e 129 femmine. Infine, coloro che erano in grado di saper almeno leggere e scrivere erano 2.410, dei quali 1.347 maschi e 1.063 femmine.